# Jacqueline Moore
Pour l’article homonyme, voir Moore.
Jacqueline DeLois Moore (née le 6 janvier 1964 à Dallas) est une catcheuse et une valet (femme manager de catcheur) américaine. Elle est notamment connue pour avoir travaillé à la World Wrestling Federation / Entertainment (WWF puis WWE à partir de 2002) et à la Total Nonstop Action Wrestling.
Moore commence sa carrière dans le Sud des États-Unis et lutte principalement à l'United States Wrestling Association (USWA) où elle remporte 14 fois le championnat féminin. En 1996, elle rejoint la World Championship Wrestling où elle est la valet de Kevin Sullivan et des Harlem Heat (Booker T et Stevie Ray). En 1997, elle rejoint la WWF où elle lutte sous le nom de Jacqueline. Elle devient la première afro-américaine à remporter le championnat féminin de la WWF. Elle est aussi championne des poids lourd légers de la WWE. La WWE met fin à son contrat en 2004 et elle rejoint la TNA où elle continue à lutter et est la valet de Beer Money, Inc. (Bobby Roode et James Storm).
Elle est intronisée au WWE Hall of Fame le 2 avril 2016.

## Jeunesse
Moore est fan de catch et notamment de Kevin Von Erich et son frère Kerry. Elle pratique les arts martiaux.

## Carrière de catcheuse et valet

### Débuts (1989-1996)
Moore tombe un jour sur un prospectus pour une école de catch dirigée par Skandor Akbar. Elle décide d'y aller s'y entraîner pendant huit mois.
Elle dispute son premier combat au Texas à la World Class Championship Wrestling sous le nom de Sweet Georgia Brown. Elle part au Japon où elle lutte à la Frontier Martial-Arts Wrestling.
De retour aux États-Unis, elle devient la valet d'Eric Embry (en) et de Tom Prichard à l'United States Wrestling Association (USWA) sous le nom de Miss Texas,. Elle devient la rivale de Dirty White Girl et de Kim Anthony. Début 1992, l'USWA décide d'organiser un tournoi pour désigner la première championne féminine de cette fédération que remporte Miss Texas le 2 mars après sa victoire en finale face à Dirty White Girl, un titre qu'elle va détenir 14 fois entre 1992 et 1996,. Le 12 août, elle perd avec Embry un Hair vs. Hair match face à Jeff Jarrett et Dirty White Girl.
Durant cette période, elle fait un bref passage à la Smoky Mountain Wrestling fin 1995 sous le nom de Sgt. Rock et est membre du clan Militia mené par Jim Cornette. Elle remporte son unique combat télévisé dans cette fédération le 11 novembre face à Ron Davis.

### World Championship Wrestling(1997-1998)
Dans les années 1990, Moore envoie régulièrement des photos d'elle à la World Championship Wrestling (WCW) dans l'espoir d'être engagée. Kevin Sullivan voit une de ses photos et la contacte car il souhaite l'avoir comme valet. Elle se retrouve impliquée dans la storyline opposant Sullivan à Chris Benoit.

### World Wrestling Entertainment
Jaqueline entame une rivalité avec Rena Mero en 1998. Elle s'affrontent lors d'un concours de bikini en juillet à Fully Loaded 1998, que Rena Mero remporte. Mais lors du WWE Raw suivant, Rena Mero est disqualifiée par Vince McMahon pour ne pas avoir bien mis son bikini. Lors de SummerSlam 1998, elle perd avec "Marvelo" Marc Mero face à Rena Mero et son mystérieux partenaire Edge. Elle affronte Sable le 21 septembre pour le WWF Women's Championship. Le 15 novembre, Rena Mero prend sa revanche et remporte le titre. En 1999 elle s'allie avec Terri Runnels et elle forme les P.M.S à la fin de 1999 elle devient face. En février 2000 elle devient championne féminine pour la deuxième fois en battant Harvey wippleman elle perd son titre face à Stephanie McMahon à la fin de 2000 elle obtient plusieurs opportunités pour le titre féminin. En début juin 2001 elle perd un handicap match face à Stacy Keibler et Torrie Wilson à SummerSlam 2001 elle gagne avec Lita et Mighty Molly contre Ivory Stacy Keibler et Torrie Wilson à Survivor Series elle un six pack challenge contre Trish Stratus Lita Mighty Molly Ivory et Jazz au profit de Trish. De 2002 à 2003 elle fait plusieurs matchs par équipe avec Trish Stratus et plus tard Ivory Elle est aussi la première femme à remporter le WWE Cruiserweight Championship.

### TNA
Jacqueline apparait pour la première fois à la TNA Impact le 7 novembre 2004 en étant le choix secret de Vince Russo pour faire face à Trinity qui ne cessait de harceler la TNA pour avoir un match lors du PPV. Jacqueline perd cependant son match face à Trinity.
Lors de l'Impact Wrestling du 7 juillet 2011, elle perd avec ODB dans un handicap match contre Velvet Sky. La stipulation était qu'en cas de défaite, ODB et Jacqueline ne devaient plus revenir à la TNA. Mais lors de l'Impact Wrestling suivant, Eric Bischoff leurs proposent un contrat si elles se comportent correctement avec le reste des Knockouts. Le 11 août, elles font leur retour et se font battre par les Championnes par équipe des Knockout, Tara et Brooke Tessmacher. Le 25 août, ODB, Jackie et Velvet Sky battent Sarita, Rosita et Angelina Love.
Son contrat expirant le 28 novembre, elle quitte alors la TNA.

### WWE Hall of Fame
Le 14 mars 2016, il est annoncé qu'elle sera introduit au WWE Hall of Fame promotion 2016.
Lors du Royal Rumble 2018, dans le premier Royal Rumble Match Féminin, elle apparaît en 21e position mais elle se fera éliminer par Nia Jax.

## Palmarès
- Universal Wrestling Federation (en) (UWF)
  - 1 fois championne féminine de l'UWF[9]
- United States Wrestling Association (USWA)
  - 14 fois championne féminine de l'USWA[5]
- World Wrestling Federation / World Wrestling Entertainment (WWF / WWE)
  - 2 fois championne du monde féminine de la WWF[10]
  - 1 fois championne des poids lourd-légers de la WWE[11]
  - Membre du WWE Hall of Fame (promotion 2016)

## Autres médias
En 2002, elle apparaît dans l'émission américaine Fear Factor (en) avec d'autres lutteurs de la WWE : Test, Lita, Molly Holly, Jeff Hardy et Matt Hardy pour l'association American Cancer Society.